# Myrcia mucugensis
Myrcia mucugensis là một loài thực vật có hoa trong Họ Đào kim nương.